# Setia valvatoides
Setia valvatoides is een slakkensoort uit de familie van de Rissoidae. De wetenschappelijke naam van de soort is voor het eerst geldig gepubliceerd in 1909 door Milaschewitsch.